# Unione Sportiva Lecce 1977-1978
In questa pagina sono raccolte le informazioni riguardanti le competizioni ufficiali disputati dall'Unione Sportiva Lecce nella stagione 1977-1978.

## Divise
| Casa | Casa (2ª versione) | Trasferta |

## Rosa
| N. |                   | Ruolo | Calciatore        |
| -- | ----------------- | ----- | ----------------- |
|    | Italia (bandiera) | P     | Divo Vannucci     |
|    | Italia (bandiera) | P     | Aldo Nardin       |
|    | Italia (bandiera) | D     | Michele Lorusso   |
|    | Italia (bandiera) | D     | Carmelo Miceli    |
|    | Italia (bandiera) | D     | Roberto Bacilieri |
|    | Italia (bandiera) | D     | Alessandro Zagano |
|    | Italia (bandiera) | D     | Ciro Pezzella     |
|    | Italia (bandiera) | D     | Nicola Loprieno   |
|    | Italia (bandiera) | D     | Marzio Lugnan     |
|    | Italia (bandiera) | D     | Danilo Mayer      |
|    | Italia (bandiera) | D     | Francesco Mura    |
|    | Italia (bandiera) | C     | Giuliano Belluzzi |
|    | Italia (bandiera) | C     | Giorgio Biasiolo  |

| N. |                   | Ruolo | Calciatore           |
| -- | ----------------- | ----- | -------------------- |
|    | Italia (bandiera) | C     | Carlo Sartori        |
|    | Italia (bandiera) | C     | Ruggero Cannito      |
|    | Italia (bandiera) | C     | Francesco Mileti     |
|    | Italia (bandiera) | C     | Guido Biondi         |
|    | Italia (bandiera) | C     | Nello Cianci         |
|    | Italia (bandiera) | C     | Giovanni De Pasquale |
|    | Italia (bandiera) | C     | Mario Russo          |
|    | Italia (bandiera) | A     | Ubaldo Biagetti      |
|    | Italia (bandiera) | A     | Gaetano Montenegro   |
|    | Italia (bandiera) | A     | Fortunato Loddi      |
|    | Italia (bandiera) | A     | Ermanno Beccati      |
|    | Italia (bandiera) | A     | Giorgio Skoglund     |
|    | Italia (bandiera) | A     | Evert Skoglund       |

## Risultati

### Serie B

#### Girone di andata
| 11 settembre 1977 1ª giornata | Lecce | 2 – 0 | Cagliari |  |

| 18 settembre 1977 2ª giornata | Ascoli | 1 – 0 | Lecce |  |

| 25 settembre 1977 3ª giornata | Lecce | 2 – 0 | Brescia |  |

| 2 ottobre 1977 4ª giornata | Cesena | 0 – 1 | Lecce |  |

| 9 ottobre 1977 5ª giornata | Sambenedettese | 2 – 0 | Lecce |  |

| 16 ottobre 1977 6ª giornata | Lecce | 0 – 1 | Como |  |

| 23 ottobre 1977 7ª giornata | Ternana | 0 – 0 | Lecce |  |

| 30 ottobre 1977 8ª giornata | Lecce | 1 – 0 | Avellino |  |

| 6 novembre 1977 9ª giornata | Lecce | 1 – 0 | Bari |  |

| 13 novembre 1977 10ª giornata | Sampdoria | 1 – 1 | Lecce |  |

| 20 novembre 1977 11ª giornata | Lecce | 1 – 0 | Catanzaro |  |

| 27 novembre 1977 12ª giornata | Rimini | 0 – 1 | Lecce |  |

| 4 dicembre 1977 13ª giornata | Lecce | 1 – 2 | Varese |  |

| 11 dicembre 1977 14ª giornata | Palermo | 1 – 1 | Lecce |  |

| 18 dicembre 1977 15ª giornata | Modena | 1 – 0 | Lecce |  |

| 31 dicembre 1977 16ª giornata | Lecce | 0 – 0 | Monza |  |

| 8 gennaio 1978 17ª giornata | Cremonese | 1 – 1 | Lecce |  |

| 15 gennaio 1978 18ª giornata | Lecce | 0 – 0 | Taranto |  |

| 22 gennaio 1978 19ª giornata | Pistoiese | 0 – 0 | Lecce |  |

#### Girone di ritorno
| 29 gennaio 1978 20ª giornata | Cagliari | 0 – 0 | Lecce |  |

| 5 febbraio 1978 21ª giornata | Lecce | 0 – 0 | Ascoli |  |

| 12 febbraio 1978 22ª giornata | Brescia | 1 – 1 | Lecce |  |

| 19 febbraio 1978 23ª giornata | Lecce | 2 – 1 | Cesena |  |

| 26 febbraio 1978 24ª giornata | Lecce | 2 – 1 | Sambenedettese |  |

| 5 marzo 1978 25ª giornata | Como | 1 – 1 | Lecce |  |

| 12 marzo 1978 26ª giornata | Lecce | 1 – 1 | Ternana |  |

| 26 marzo 1978 27ª giornata | Avellino | 2 – 1 | Lecce |  |

| 2 aprile 1978 28ª giornata | Bari | 0 – 0 | Lecce |  |

| 9 aprile 1978 29ª giornata | Lecce | 1 – 1 | Sampdoria |  |

| 16 aprile 1978 30ª giornata | Catanzaro | 3 – 1 | Lecce |  |

| 23 aprile 1978 31ª giornata | Lecce | 0 – 1 | Rimini |  |

| 30 aprile 1978 32ª giornata | Varese | 0 – 0 | Lecce |  |

| 7 maggio 1978 33ª giornata | Lecce | 1 – 0 | Palermo |  |

| 14 maggio 1978 34ª giornata | Lecce | 2 – 0 | Modena |  |

| 21 maggio 1978 35ª giornata | Monza | 1 – 0 | Lecce |  |

| 28 maggio 1978 36ª giornata | Lecce | 1 – 0 | Cremonese |  |

| 4 giugno 1978 37ª giornata | Taranto | 1 – 0 | Lecce |  |

| 11 giugno 1978 38ª giornata | Lecce | 0 – 2 | Pistoiese |  |

### Coppa Italia
| Arbitro: | G.Panzino (Catanzaro) |

|                      |           |  |
| Materazzi 29’ (aut.) | Marcatori |  |

| Arbitro: | Benedetti (Roma) |

|  |           |           |
|  | Marcatori | 9’ Pulici |

| Arbitro: | Menicucci (Firenze) |

|                    |           |             |
| Damiani 26’ (rig.) | Marcatori | 84’ Sartori |

| Arbitro: | Esposito (Torre Annunziata) |

|                   |           |              |
| Luigi Delneri 38’ | Marcatori | 58’ Belluzzi |

## Statistiche

### Statistiche di squadra
| Competizione | Punti | In casa | In casa | In casa | In casa | In casa | In casa | In trasferta | In trasferta | In trasferta | In trasferta | In trasferta | In trasferta | Totale | Totale | Totale | Totale | Totale | Totale | DR |
| Competizione | Punti | G       | V       | N       | P       | Gf      | Gs      | G            | V            | N            | P            | Gf           | Gs           | G      | V      | N      | P      | Gf     | Gs     | DR |
| ------------ | ----- | ------- | ------- | ------- | ------- | ------- | ------- | ------------ | ------------ | ------------ | ------------ | ------------ | ------------ | ------ | ------ | ------ | ------ | ------ | ------ | -- |
| Serie B      | 39    | 19      | 10      | 5       | 4       | 18      | 10      | 19           | 2            | 10           | 7            | 9            | 16           | 38     | 12     | 15     | 11     | 27     | 26     | +1 |
| Coppa Italia | -     | 2       | 1       | 0       | 1       | 1       | 1       | 2            | 0            | 2            | 0            | 2            | 2            | 4      | 1      | 2      | 1      | 2      | 2      | 0  |
| Totale       |       | 21      | 11      | 5       | 5       | 19      | 11      | 21           | 2            | 12           | 7            | 11           | 18           | 42     | 13     | 17     | 12     | 29     | 28     | +1 |

### Statistiche dei giocatori
Fonte:
| Giocatore      | Serie B  | Serie B | Serie B     | Serie B    | Coppa Italia | Coppa Italia | Coppa Italia | Coppa Italia | Totale   | Totale | Totale      | Totale     |
| Giocatore      | Presenze | Reti    | Ammonizioni | Espulsioni | Presenze     | Reti         | Ammonizioni  | Espulsioni   | Presenze | Reti   | Ammonizioni | Espulsioni |
| -------------- | -------- | ------- | ----------- | ---------- | ------------ | ------------ | ------------ | ------------ | -------- | ------ | ----------- | ---------- |
| E. Beccati     | 28       | 9       | ?           | ?          | ?            | ?            | ?            | ?            | 28+      | 9+     | ?           | ?          |
| G. Belluzzi    | 36       | 0       | ?           | ?          | ?            | ?            | ?            | ?            | 36+      | 0+     | ?           | ?          |
| G. Biasiolo    | 19       | 1       | ?           | ?          | ?            | ?            | ?            | ?            | 19+      | 1+     | ?           | ?          |
| R. Cannito     | 22       | 1       | ?           | ?          | ?            | ?            | ?            | ?            | 22+      | 1+     | ?           | ?          |
| N. Cianci      | 8        | 0       | ?           | ?          | ?            | ?            | ?            | ?            | 8+       | 0+     | ?           | ?          |
| G. De Pasquale | 10       | 0       | ?           | ?          | ?            | ?            | ?            | ?            | 10+      | 0+     | ?           | ?          |
| F. Loddi       | 8        | 2       | ?           | ?          | ?            | ?            | ?            | ?            | 8+       | 2+     | ?           | ?          |
| N. Loprieno    | 4        | 0       | ?           | ?          | ?            | ?            | ?            | ?            | 4+       | 0+     | ?           | ?          |
| M. Lorusso     | 32       | 1       | ?           | ?          | ?            | ?            | ?            | ?            | 32+      | 1+     | ?           | ?          |
| M. Lugnan      | 23       | 0       | ?           | ?          | ?            | ?            | ?            | ?            | 23+      | 0+     | ?           | ?          |
| D. Mayer       | 28       | 0       | ?           | ?          | ?            | ?            | ?            | ?            | 28+      | 0+     | ?           | ?          |
| C. Miceli      | 2        | 0       | ?           | ?          | ?            | ?            | ?            | ?            | 2+       | 0+     | ?           | ?          |
| V. Mingiano    | 1        | 0       | ?           | ?          | ?            | ?            | ?            | ?            | 1+       | 0+     | ?           | ?          |
| G. Montenegro  | 28       | 5       | ?           | ?          | ?            | ?            | ?            | ?            | 28+      | 5+     | ?           | ?          |
| A. Nardin      | 34       | -23     | ?           | ?          | ?            | ?            | ?            | ?            | 34+      | -23+   | ?           | ?          |
| C. Pezzella    | 37       | 0       | ?           | ?          | ?            | ?            | ?            | ?            | 37+      | 0+     | ?           | ?          |
| M. Russo       | 26       | 1       | ?           | ?          | ?            | ?            | ?            | ?            | 26+      | 1+     | ?           | ?          |
| C. Sartori     | 36       | 3       | ?           | ?          | ?            | ?            | ?            | ?            | 36+      | 3+     | ?           | ?          |
| E. Skoglund    | 29       | 3       | ?           | ?          | ?            | ?            | ?            | ?            | 29+      | 3+     | ?           | ?          |
| G. Skoglund    | 1        | 0       | ?           | ?          | ?            | ?            | ?            | ?            | 1+       | 0+     | ?           | ?          |
| D. Vannucci    | 4        | -3      | ?           | ?          | ?            | ?            | ?            | ?            | 4+       | -3+    | ?           | ?          |
| A. Zagano      | 34       | 0       | ?           | ?          | ?            | ?            | ?            | ?            | 34+      | 0+     | ?           | ?          |